# جورج د. وايز
جورج د. وايز (بالإنجليزية: George D. Wise)‏ هو محامي وسياسي أمريكي، ولد في 4 يونيو 1831 في الولايات المتحدة، وتوفي في 4 فبراير 1908 في نفس البلد. حزبياً، نشط في الحزب الديمقراطي. وقد انتخب عضو مجلس نواب الولايات المتحدة عن ولاية فرجينيا وانتخب عضو مجلس النواب الأمريكي.